# Ahmad Haidar Anuawar

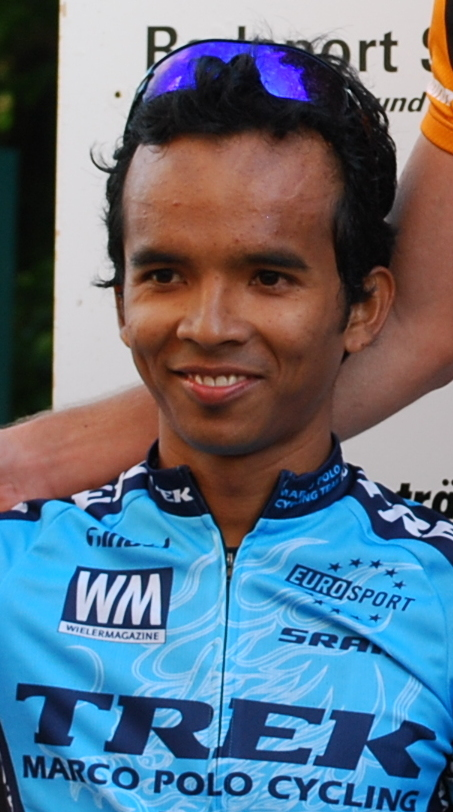
Ahamd Haidar Anuawar (2009)

Ahmad Haidar Anuawar (* 25. April 1986) ist ein ehemaliger malaysischer Radrennfahrer.
Ahamd Haidar Anuawar belegte bei der Tour d’Indonesia 2005 und 2006 jeweils einmal den dritten Platz einer Etappe. 2007 und 2008 fuhr er für das malaysische Letua Cycling Team. In seinem ersten Jahr dort entschied er jeweils eine Etappe der Tour of Siam sowie der Hongkong-Rundfahrt für sich. 2008 gewann er eine Etappe der Tour of Negri Sembilan. 2014 beendete er seine Radsportlaufbahn. 

## Erfolge
2007
- eine Etappe Tour of Siam
- eine Etappe Hongkong-Rundfahrt

2008
- eine Etappe Tour of Negri Sembilan

## Teams
- 2007 Letua Cycling Team
- 2008 Letua Cycling Team
- 2009 Trek-Marco Polo
- 2010 Marco Polo Cycling Team
- 2012 OCBC Singapore Continental Cycling Team
- 2013 OCBC Singapore Continental Cycling Team
- 2014 OCBC Singapore Continental Cycling Team